# Batcave
Batcave var en klubb i London på åttiotalet, banbrytande för dess tema och senare erkänd som världens första gothklubb. 

## Andra betydelser
Batcave är också namnet på Batmans grotta. 